# كونراد بيرنير
كونراد بيرنير هو ملحن كندي، ولد في 9 مايو 1904، وتوفي في 7 نوفمبر 1988.